# Thomisus scrupeus
Thomisus scrupeus är en spindelart som först beskrevs av Simon 1886.  Thomisus scrupeus ingår i släktet Thomisus och familjen krabbspindlar. Inga underarter finns listade i Catalogue of Life.